# Faze izrade hrvatskih norma
Hrvatske norme izrađuju tehnički odbori Hrvatskoga zavoda za norme postupkom od šest faza:
1. faza: Poticaj
- Prvi je korak u izradi hrvatske norme potvrditi da je određena norma potrebna ili da je potrebno prihvatiti određenu europsku/međunarodnu normu. Prijedlog za novi projekt (ipHRN) dostavlja se Tehničkoj upravi (TU) koja donosi odluku o uključivanju novoga projekta u program rada odgovarajućeg HZN/TO-a ili odbija prijedlog.

2. faza: Pripremna faza
- Za pripremu radnog nacrta hrvatske norme (nrHRN) HZN/TO ili TU obično osniva radnu skupinu sastavljenu od stručnjaka za to područje. Mogu se razmatrati uzastopni radni nacrti sve do izrade najboljega tehničkog rješenja za predmet na koji se ono odnosi. U toj se fazi radni nacrt (nrHRN) prosljeđuje matičnomu odboru radne skupine ili TU-u radi dobivanja suglasnosti.

3. faza: Nacrt odbora
- Nakon što se radni nacrt odobri kao nacrt odbora (noHRN), tajništvo odbora ga registrira. Nacrt odbora se distribuira članovima HZN/TO-a radi komentiranja i odobravanja. Mogu se razmatrati uzastopni nacrti odbora sve dok se ne postigne konsenzus o tehničkom sadržaju. Kad se konsenzus postigne, tekst se dovršava kao nacrt hrvatske norme (nHRN).

4. faza: Javna rasprava
- Nacrt hrvatske norme (nHRN) daje se na javnu raspravu i davanje primjedaba u roku od dva mjeseca. Ako pristignu primjedbe tehničke prirode, tekst se vraća HZN/TO-u koji ga je izradio na daljnje razmatranje i prerađeni dokument će se ponovno dati na javnu raspravu kao nacrt hrvatske norme (nHRN).

5. faza: Odobravanje
- Ako tijekom javne rasprave ne pristignu nikakve primjedbe na nacrt hrvatske norme (nHRN) ili pristignu samo primjedbe uredničke prirode, tekst se uređuje i odobrava kao konačni nacrt hrvatske norme (nkHRN). Konačni tekst (nkHRN) mora odobriti kao hrvatsku normu HZN/TO koji ga je izradio.

6. faza: Objava
- Jednom kad je konačni tekst hrvatske norme već odobren, u njega se smiju unositi samo manje uredničke izmjene, ako i gdje je to potrebno. Konačni tekst se mora odobriti za objavu kao hrvatska norma (HRN).